# Ilija Matusko
Ilija Matusko (* 1980 in München) ist ein deutscher Schriftsteller. In seiner literarischen Arbeit setzt er sich mit Themen wie sozialer Herkunft, Klassismus, Arbeit und Identität auseinander.

## Leben
Ilija Matusko ist der Sohn eines kroatisch-bosnischen Vaters und einer deutschen Mutter. Er studierte Soziologie, Politikwissenschaften und Sozialpsychologie an der Ludwig-Maximilians-Universität München. Er lebt und arbeitet in Berlin.

## Auszeichnungen
- 2025: Aufenthaltsstipendium in der Villa Aurora Los Angeles[4]
- 2025: Aufenthaltsstipendium im mare-Künstlerhaus
- 2024: Aufenthaltsstipendium im Literaturhaus Pazin
- 2023: Aufenthaltsstipendium im Künstlerhof Schreyahn
- 2022: Aufenthaltsstipendium im Künstlerdorf Schöppingen
- 2022: Arbeitsstipendium des Fritz-Hüser-Instituts
- 2020: Auszeichnung mit dem Literaturpreis Irseer Pegasus[5]
- 2019: Aufenthaltsstipendium im Alfred-Döblin-Haus
- 2015: Aufenthaltsstipendium der Jürgen Ponto-Stiftung im Herrenhaus Edenkoben

## Werke (Auswahl)
- Verdunstung in der Randzone. Suhrkamp, Berlin 2023, ISBN 978-3-518-12810-7.